# Willersdorf (Frankenberg)
Willersdorf ist ein Stadtteil von Frankenberg (Eder) im nordhessischen Landkreis Waldeck-Frankenberg.

## Geographische Lage
Willersdorf liegt südwestlich des Knebelsrod, der höchsten Erhebung des Burgwaldes, etwa 5 km südöstlich der Frankenberger Kernstadt und wird vom Nemphe-Zufluss Kaltes Wasser durchflossen. Durch die Ortschaft verläuft die Kreisstraße 99 (Oberholzhausen−Bottendorf), die zur etwas westlich des Dorfs verlaufenden Landesstraße 3076 (Frankenberg−Rosenthal) führt.
Es gibt keine Verbindung nach Frankenberg über das Stadtgebiet. Die Stadtmitte ist auf dem kürzesten Weg über das zur Gemeinde Burgwald gehörende Bottendorf zu erreichen.

## Geschichte
Die älteste bekannte schriftliche Erwähnung von Willersdorf erfolgte im Jahr 1294 unter dem Namen Wilhartisdorf in einer Urkunde des Klosters haina.
Nach 1616 siedelten sich Bergleute vom Frankenberger Revier im Ort an.

### Gebietsreform
Am 1. Juli 1971 wurde die bis dahin selbständige Gemeinde Willersdorf im Zuge der Gebietsreform in Hessen auf freiwilliger Basis in die Stadt Frankenberg (Eder) (damalige Schreibweise Frankenberg-Eder) eingegliedert. 
Für den Stadtteil Willersdorf wurde, wie für die übrigen Stadtteile, ein Ortsbezirk mit Ortsbeirat und Ortsvorsteher nach der Hessischen Gemeindeordnung eingerichtet.

### Bevölkerung
Einwohnerentwicklung
 Quelle: Historisches Ortslexikon
- 1577: 39 Hausgesesse
- 1747: 45 Haushaltungen

| Willersdorf: Einwohnerzahlen von 1770 bis 2016 | Willersdorf: Einwohnerzahlen von 1770 bis 2016 | Willersdorf: Einwohnerzahlen von 1770 bis 2016 | Willersdorf: Einwohnerzahlen von 1770 bis 2016 | Willersdorf: Einwohnerzahlen von 1770 bis 2016 |
| --- | ---------------------------------------------- | ---------------------------------------------- | ---------------------------------------------- | ---------------------------------------------- |
| Jahr |                                                |                                                |                                                | Einwohner                                      |
| 1770 | 1770                                           |                                                | 212                                            | 212                                            |
| 1800 | 1800                                           |                                                | ?                                              | ?                                              |
| 1834 | 1834                                           |                                                | 374                                            | 374                                            |
| 1840 | 1840                                           |                                                | 393                                            | 393                                            |
| 1846 | 1846                                           |                                                | 373                                            | 373                                            |
| 1852 | 1852                                           |                                                | 368                                            | 368                                            |
| 1858 | 1858                                           |                                                | 338                                            | 338                                            |
| 1864 | 1864                                           |                                                | 390                                            | 390                                            |
| 1871 | 1871                                           |                                                | 359                                            | 359                                            |
| 1875 | 1875                                           |                                                | 326                                            | 326                                            |
| 1885 | 1885                                           |                                                | 323                                            | 323                                            |
| 1895 | 1895                                           |                                                | 362                                            | 362                                            |
| 1905 | 1905                                           |                                                | 358                                            | 358                                            |
| 1910 | 1910                                           |                                                | 357                                            | 357                                            |
| 1925 | 1925                                           |                                                | 367                                            | 367                                            |
| 1939 | 1939                                           |                                                | 375                                            | 375                                            |
| 1946 | 1946                                           |                                                | 549                                            | 549                                            |
| 1950 | 1950                                           |                                                | 480                                            | 480                                            |
| 1956 | 1956                                           |                                                | 415                                            | 415                                            |
| 1961 | 1961                                           |                                                | 398                                            | 398                                            |
| 1967 | 1967                                           |                                                | 445                                            | 445                                            |
| 1980 | 1980                                           |                                                | ?                                              | ?                                              |
| 1991 | 1991                                           |                                                | 581                                            | 581                                            |
| 2005 | 2005                                           |                                                | 627                                            | 627                                            |
| 2011 | 2011                                           |                                                | 618                                            | 618                                            |
| 2016 | 2016                                           |                                                | 600                                            | 600                                            |
| Datenquelle: Historisches Gemeindeverzeichnis für Hessen: Die Bevölkerung der Gemeinden 1834 bis 1967. Wiesbaden: Hessisches Statistisches Landesamt, 1968. Weitere Quellen: ; Stadt Frankenberg (Eder):; Zensus 2011 |                                                |                                                |                                                |                                                |

Religionszugehörigkeit
 Quelle: Historisches Ortslexikon
| • 1895: | 323 evangelische (= 100 %) Einwohner                              |
| • 1961: | 384 evangelische (= 96,48 %), 14 katholische (= 3,52 %) Einwohner |

## Politik
Der Ortsbezirk Willersdorf besteht aus dem Gebiet der ehemaligen Gemeinde Willersdorf.
Der Ortsbeirat besteht aus sieben Mitgliedern. Seit den Kommunalwahlen 2016 gehören ihm sieben fraktionslose  Mitglieder an. Ortsvorsteher ist Claus Günther.

## Sport
Der größte Verein in Willersdorf ist der SV Blau-Weiß 1920 Willersdorf mit 265 Mitgliedern (Stand Jan. 2014).

## Verkehr
Den öffentlichen Personennahverkehr stellt ein Anrufsammeltaxi sicher.